# Ra-Tradition
| Tibetische Bezeichnung          |
| ------------------------------- |
| Tibetische Schrift: རྭ་ལུགས       |
| Wylie-Transliteration: rwa lugs |
| Chinesische Bezeichnung         |
| Vereinfacht: 热派               |
| Pinyin:Repai                    |

Die Ra-Tradition (rwa lugs) ist eine von Dorje Drag, dem Übersetzer (Lotsawa) aus Ra (rwa lo tsā ba rdo rje grags; 1016-1128 (?)) ausgehende Mantrayana-Schultradition des tibetischen Buddhismus.
Ra Lotsawa war ein berühmter Übersetzer der Zeit der Späteren Verbreitung der Lehre, dessen Name insbesondere mit dem Vajrabhairava verbunden ist. Der Übersetzer Ra Chörab (rwa chos rab) war sein Neffe.
Zusammen mit der Dro-Tradition (‘bro lugs) bildet sie eine der beiden bis heute existierenden Kalachakra-Übertragungslinien.
Die Tradition wurde von Butön (bu ston; 1290-1364), Khedrub Je (mkhas grub rje; 1385-1438) und auch Gö Shönnu Pel ('gos gzon nu dpal; 1392-1481) beschrieben.